# IC 5285
IC 5285 est une galaxie lenticulaire à anneau située dans la constellation de Pégase. Sa vitesse par rapport au fond diffus cosmologique est de 5 798 ± 25 km/s, ce qui correspond à une distance de Hubble de 85,5 ± 6,0 Mpc (∼279 millions d'al). IC 5285 a été découverte par l'astronome américain Stéphane Javelle en 1897.
La classification de galaxie spirale par la base de données NASA/IPAC, par le professeur Seligman et par Wolfgang Steinicke est sans doute basé sur d'anciennes photos à basse résolution. L'image obtenue du relevé SDSS montre clairement qu'il n'y a pas de bras spiraux dans cette galaxie et qu'elle esst entourée d'un anneau proéminent. La classifcation d'HyperLeda est vraiment plus adéquate pour décrire la morphologie d'IC 5285.
IC 5285 présente une large raie HI. Selon la base de données Simbad, IC 5285 est une candidate au titre de  galaxie à noyau actif.

## Groupe de NGC 7539
Dans un article publié en 1988, Abraham Mahtessian mentionne que IC 5285 est membre du groupe de NGC 7539. L'autre galaxie du groupe est NGC 7489.
Selon une étude publiée en 2008 par Focardi, Zitelli et Marinoni, les galaxies NGC 7489 et IC 5285 forment une paire de galaxies.